# Saint-Gaudens
Saint-Gaudens (oks. Sent Gaudenç) to miejscowość i gmina we Francji, w regionie Oksytania, w departamencie Górna Garonna.
Według danych na rok 1990 gminę zamieszkiwało 11 266 osób, a gęstość zaludnienia wynosiła 340 osób/km² (wśród 3020 gmin regionu Midi-Pireneje Saint-Gaudens plasuje się na 24. miejscu pod względem liczby ludności, natomiast pod względem powierzchni na miejscu 246).
| 1962   | 1968   | 1975   | 1982   | 1990   | 1999   |
| ------ | ------ | ------ | ------ | ------ | ------ |
| 10 699 | 11 792 | 12 148 | 11 644 | 11 266 | 10 845 |

## Współpraca
- Avranches, Francja
- Barbastro, Hiszpania
- Vielha e Mijaran, Hiszpania